# Le Bon Écraseur
Le Bon Écraseur è un cortometraggio muto del 1906 scritto e diretto da Louis Feuillade.

## Produzione
Il film fu prodotto dalla Société des Etablissements L. Gaumont.

## Distribuzione
Distribuito dalla Société des Etablissements L. Gaumont, uscì nelle sale cinematografiche francesi nel 1906.